# Edevaldo
Edevaldo de Freitas (né le 28 janvier 1958 à Rio de Janeiro au Brésil) est un footballeur international brésilien qui évoluait au poste de défenseur, avant de devenir ensuite entraîneur.

## Biographie

### Carrière de joueur

#### Carrière en club
Au cours de sa carrière en club, il dispute plus de 100 matchs en première division brésilienne, notamment avec les clubs de Fluminense et du Vasco da Gama.

#### Carrière en équipe nationale
Avec les moins de 20 ans, il participe à la Coupe du monde des moins de 20 ans 1977 organisée en Tunisie. Lors du mondial junior, il joue cinq matchs. Le Brésil se classe troisième de la compétition en battant l'Uruguay lors de la petite finale.
Avec l'équipe du Brésil, il joue 18 matchs, inscrivant un but, entre 1980 et 1982.
Il figure dans le groupe des sélectionnés lors de la Coupe du monde de 1982. Lors du mondial organisé en Espagne, il ne joue qu'un seul match, contre l'Argentine.

## Palmarès
| Fluminense - Championnat de Rio de Janeiro (1) : - Champion : 1980. |  | Internacional - Championnat du Rio Grande do Sul (3) : - Champion : 1981, 1982 et 1983. |  | Vasco da Gama - Championnat du Brésil : - Vice-champion : 1984. |

| FC Porto - Championnat du Portugal (1) : - Champion : 1985-86. - Supercoupe du Portugal : - Finaliste : 1985. |  | Bangu - Coupe Rio (1) : - Vainqueur : 1986. |